# テスタローリ

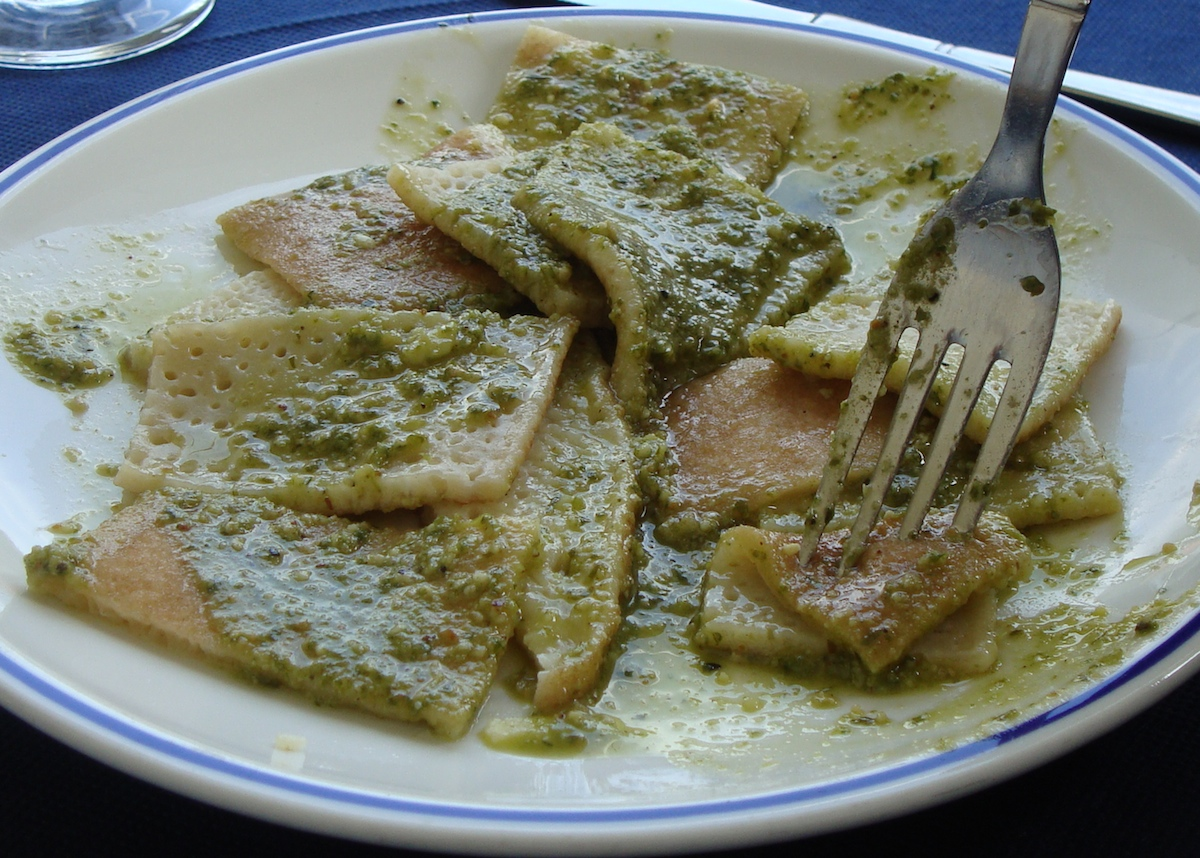
バジルペーストで和えたテスタローリ

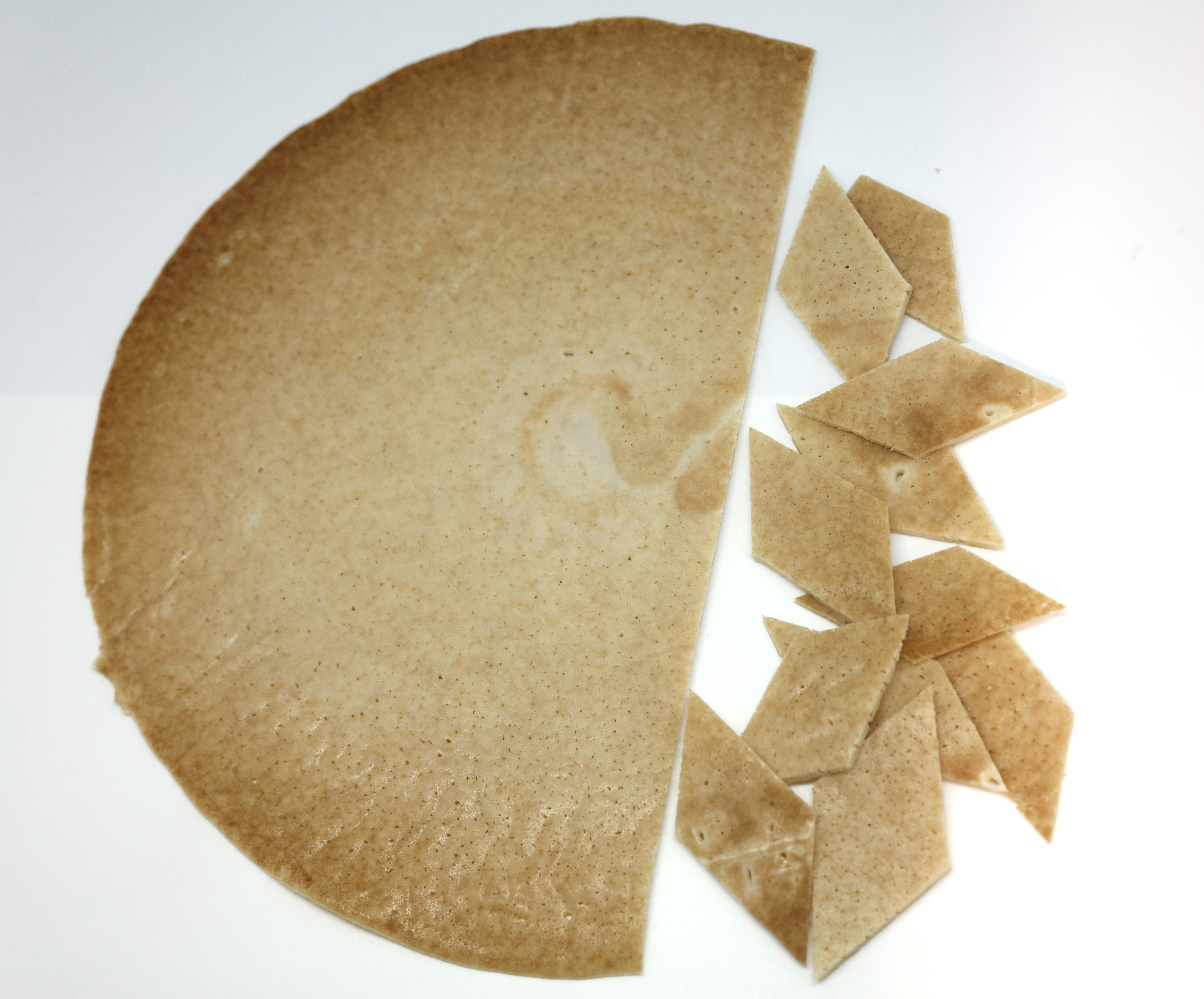
焼いたテスタローリをひし形に切る

テスタローリ（イタリア語: testaroli）は、イタリア・リグーリア州ラ・スペツィア県の名物パスタ料理。「最古の生パスタ」と称される。
古代ローマ時代にチンクエ・テッレの沿岸部沿いのリグーリア州やエミリア＝ロマーニャ州に隣接したトスカーナ州北部のマッサ＝カッラーラ県近くで誕生したとされる。現在ではトスカーナ州では北部を除きテスタローサは食されておらず、リグーリア州の東端ラ・スペツィア県やチンクエ・テッレ付近の住民の間で定着している。トスカーナ州のフィレンツェ、シエーナ、ピサなどでテスタローリを食べることはほとんどない。
テスタローリの最大の特徴は、パスタ生地を手打ちしないことにある。
小麦粉と水と塩のみで焼く前のクレープのようなゆるめの生地つくり、「テスタ」という浅い鍋に入れて加熱し、片面のみにしっかり焼き色を付けて反対の面はほぼ白い状態で両面を焼き、ひし形に切る。焼きたてをこのまま食べることもあるが、熱湯で軽く茹でて、バジルのペーストと和えてから食べる。茹であがったテスタローサには焼き色がついているため、独特の見た目となる。
スーパーマーケットではひし形に切る前の焼いた生地を巻いたものや、ひし形に切った真空パック、丸形の真空パックも販売されている。